# Ojo de Agua, Huixtán
Ojo de Agua är en ort i Mexiko.   Den ligger i kommunen Huixtán och delstaten Chiapas, i den sydöstra delen av landet, 800 km öster om huvudstaden Mexico City. Ojo de Agua ligger 2 191 meter över havet och antalet invånare är 128.
Terrängen runt Ojo de Agua är kuperad, och sluttar österut. Runt Ojo de Agua är det ganska tätbefolkat, med 67 invånare per kvadratkilometer. I omgivningarna runt Ojo de Agua växer i huvudsak städsegrön lövskog.